# Chiesa di Sant'Andrea (Massarosa)
La chiesa di Sant'Andrea è un edificio religioso che si trova in località Mommio a Massarosa.

## Descrizione
Conserva un tabernacolo eucaristico del tipo più frequentemente usato in Lucchesia: impostato su una mensola a volute, ha un frontespizio decorato nelle paraste e nell'architrave con candelabre, ghirlande, festoni verticali di fiori e frutta raccolti in mazzetti, motivi desunti dal ricchissimo repertorio decorativo di ascendenza civitaliana diffuso in Versilia da Lorenzo Stagi.